# 25e parallèle nord
Pour les articles homonymes, voir 25e parallèle.
En géographie, le 25e parallèle nord est le parallèle joignant les points de la surface de la Terre dont la latitude est égale à 25° nord.

## Géographie

### Dimensions
Dans le système géodésique WGS 84, au niveau de 25° de latitude nord, un degré de longitude équivaut à 100,950 km ; la longueur totale du parallèle est donc de 36 342 km, soit environ  90,7% de celle de l'équateur. Il en est distant de 2 766 km et du pôle Nord de 7 236 km,.
Comme tous les autres parallèles à part l'équateur, le 25e parallèle nord n'est pas un grand cercle et n'est donc pas la plus courte distance entre deux points, même situés à la même latitude. Par exemple, en suivant le parallèle, la distance parcourue entre deux points de longitude opposée est 18 171 km ; en suivant un grand cercle (qui passe alors par le pôle nord), elle n'est que de 14 472 km.

### Durée du jour
À cette latitude, le soleil est visible pendant 13 heures et 42 minutes au solstice d'été, et 10 heures et 35 minutes au solstice d'hiver.

## Frontières
Le 26e parallèle nord définit une partie de la frontière entre la Mauritanie et le Mali.